# Campionati europei di atletica leggera 1986
I XIV campionati europei di atletica leggera si sono tenuti a Stoccarda, città dell'allora Germania Ovest (oggi Germania), dal 26 al 31 agosto 1986 al Neckarstadion.

## Nazioni partecipanti
Tra parentesi, il numero di atleti partecipanti per nazione.
- Austria (17)
- Belgio (20)
- Bulgaria (34)
- Cipro (6)
- Cecoslovacchia (29)
- Danimarca (17)
- Finlandia (31)
- Francia (59)

- Germania Est (65)
- Germania Ovest (82)
- Gibilterra (1)
- Grecia (6)
- Islanda (3)
- Irlanda (12)
- Italia (47)
- Jugoslavia (12)

- Liechtenstein (2)
- Lussemburgo (2)
- Malta (1)
- Norvegia (30)
- Paesi Bassi (16)
- Polonia (34)
- Portogallo (21)
- Gran Bretagna (79)

- Romania (16)
- Spagna (33)
- Svezia (49)
- Svizzera (26)
- Turchia (6)
- Ungheria (24)
- Unione Sovietica (98)

## Risultati

### Uomini
| Specialità | Oro                                                                                   | Prestazione | Argento                                                                      | Prestazione | Bronzo                                                                                 | Prestazione |
| Corse piane |                                                                                       |             |                                                                              |             |                                                                                        |             |
| 100 metri | Linford Christie Gran Bretagna                                                        | 10"15       | Steffen Bringmann Germania Est                                               | 10"20       | Bruno Marie-Rose Francia                                                               | 10"21       |
| 200 metri | Vladimir Krylov Unione Sovietica                                                      | 20"52       | Jürgen Evers Germania Ovest                                                  | 20"75       | Andrej Fedoriv Unione Sovietica                                                        | 20"84       |
| 400 metri | Roger Black Gran Bretagna                                                             | 44"59       | Thomas Schönlebe Germania Est                                                | 44"63       | Matthias Schersing Germania Est                                                        | 44"85       |
| 800 metri | Sebastian Coe Gran Bretagna                                                           | 1'44"50     | Tom McKean Gran Bretagna                                                     | 1'44"61     | Steve Cram Gran Bretagna                                                               | 1'44"88     |
| 1.500 metri | Steve Cram Gran Bretagna                                                              | 3'41"09     | Sebastian Coe Gran Bretagna                                                  | 3'41"67     | Han Kulker Paesi Bassi                                                                 | 3'42"11     |
| 5.000 metri | Jack Buckner Gran Bretagna                                                            | 13'10"15    | Stefano Mei Italia                                                           | 13'11"57    | Tim Hutchings Gran Bretagna                                                            | 13'12"88    |
| 10.000 metri | Stefano Mei Italia                                                                    | 27'56"79    | Alberto Cova Italia                                                          | 27'57"93    | Salvatore Antibo Italia                                                                | 28'00"25    |
| Corse a ostacoli |                                                                                       |             |                                                                              |             |                                                                                        |             |
| 110 metri ostacoli | Stéphane Caristan Francia                                                             | 13"20       | Arto Bryggare Finlandia                                                      | 13"42       | Carlos Sala Spagna                                                                     | 13"50       |
| 400 metri ostacoli | Harald Schmid Germania Ovest                                                          | 48"65       | Aleksandr Vasil'ev Unione Sovietica                                          | 48"76       | Sven Nylander Svezia                                                                   | 49"38       |
| 3.000 metri siepi | Hagen Melzer Germania Est                                                             | 8'16"65     | Francesco Panetta Italia                                                     | 8'16"85     | Patriz Ilg Germania Ovest                                                              | 8'16"92     |
| Prove su strada |                                                                                       |             |                                                                              |             |                                                                                        |             |
| Maratona | Gelindo Bordin Italia                                                                 | 2h10'54"    | Orlando Pizzolato Italia                                                     | 2h10'57"    | Herbert Steffny Germania Ovest                                                         | 2h11'30"    |
| 20 km marcia | Jozef Pribilinec Cecoslovacchia                                                       | 1h21'15"    | Maurizio Damilano Italia                                                     | 1h21'17"    | Miguel Ángel Prieto Spagna                                                             | 1h21'36"    |
| 50 km marcia | Hartwig Gauder Germania Est                                                           | 3h40'55"    | Vjačeslav Ivanenko Unione Sovietica                                          | 3h41'54"    | Valerij Suncov Unione Sovietica                                                        | 3h42'38"    |
| Salti |                                                                                       |             |                                                                              |             |                                                                                        |             |
| Salto in alto | Igor' Paklin Unione Sovietica                                                         | 2,34 m      | Sergej Malčenko Unione Sovietica                                             | 2,31 m      | Carlo Thränhardt Germania Ovest                                                        | 2,31 m      |
| Salto con l'asta | Sergej Bubka Unione Sovietica                                                         | 5,85 m      | Vasilij Bubka Unione Sovietica                                               | 5,75 m      | Philippe Collet Francia                                                                | 5,75 m      |
| Salto in lungo | Robert Ėmmijan Unione Sovietica                                                       | 8,41 m      | Sergej Laevskij Unione Sovietica                                             | 8,01 m      | Giovanni Evangelisti Italia                                                            | 7,92 m      |
| Salto triplo | Hristo Markov Bulgaria                                                                | 17,66 m     | Māris Bružiks Unione Sovietica                                               | 17,33 m     | Oleg Procenko Unione Sovietica                                                         | 17,28 m     |
| Lanci |                                                                                       |             |                                                                              |             |                                                                                        |             |
| Getto del peso | Werner Günthör Svizzera                                                               | 22,22 m     | Ulf Timmermann Germania Est                                                  | 21,84 m     | Udo Beyer Germania Est                                                                 | 20,74 m     |
| Lancio del disco | Romas Ubartas Unione Sovietica                                                        | 67,08 m     | Heorhi Kalnaotčanka Unione Sovietica                                         | 67,02 m     | Vaclavas Kidykas Unione Sovietica                                                      | 66,32 m     |
| Lancio del giavellotto | Klaus Tafelmeir Germania Ovest                                                        | 84,76 m     | Detlef Michel Germania Est                                                   | 81,90 m     | Viktor Evsykov Unione Sovietica                                                        | 81,80 m     |
| Lancio del martello | Jurij Sedych Unione Sovietica                                                         | 86,74 m     | Sergej Litvinov Unione Sovietica                                             | 85,74 m     | Igor' Nikulin Unione Sovietica                                                         | 82,00 m     |
| Prove multiple |                                                                                       |             |                                                                              |             |                                                                                        |             |
| Decathlon | Daley Thompson Gran Bretagna                                                          | 8.811 p.    | Jürgen Hingsen Germania Ovest                                                | 8.730 p.    | Siegfried Wentz Germania Ovest                                                         | 8.676 p.    |
| Staffette |                                                                                       |             |                                                                              |             |                                                                                        |             |
| 4×100 metri | Unione Sovietica Aleksandr Evgen'ev Nikolaj Jušmanov Vladimir Murav'ëv Viktor Bryzgin | 38"29       | Germania Est Thomas Schröder Steffen Bringmann Olaf Prenzler Frank Emmelmann | 38"64       | Gran Bretagna Elliot Bunney Daley Thompson Mike McFarlane Linford Christie             | 38"71       |
| 4×400 metri | Gran Bretagna Derek Redmond Kriss Akabusi Brian Whittle Roger Black                   | 2'59"84     | Germania Ovest Klaus Just Edgar Itt Harald Schmid Ralf Lübke                 | 3'00"17     | Unione Sovietica Vladimir Prosin Vladimir Krylov Arkadij Kornilov Aleksandr Kurotčikin | 3'00"47     |
| record mondiale; record mondiale stagionale; record europeo; record europeo stagionale; record dei campionati; record nazionale; record personale; record personale stagionale. |                                                                                       |             |                                                                              |             |                                                                                        |             |

### Donne
| Specialità | Oro                                                                     | Prestazione | Argento                                                                     | Prestazione | Bronzo                                                                              | Prestazione |
| Corse piane |                                                                         |             |                                                                             |             |                                                                                     |             |
| 100 metri | Marlies Göhr Germania Est                                               | 10"91       | Anelia Nuneva Bulgaria                                                      | 11"04       | Nelli Cooman Paesi Bassi                                                            | 11"08       |
| 200 metri | Heike Drechsler Germania Est                                            | 21"71       | Marie-Christine Cazier Francia                                              | 22"32       | Silke Gladisch Germania Est                                                         | 22"49       |
| 400 metri | Marita Koch Germania Est                                                | 48"22       | Ol'ga Vladykina Unione Sovietica                                            | 49"67       | Petra Müller Germania Est                                                           | 49"88       |
| 800 metri | Nadežda Olizarenko Unione Sovietica                                     | 1'57"15     | Sigrun Wodars Germania Est                                                  | 1'57"42     | Ljubov' Gurina Unione Sovietica                                                     | 1'57"73     |
| 1.500 metri | Ravilja Agletdinova Unione Sovietica                                    | 4'01"19     | Tat'jana Samolenko Unione Sovietica                                         | 4'02"36     | Doina Melinte Romania                                                               | 4'02"44     |
| 3.000 metri | Ol'ga Bondarenko Unione Sovietica                                       | 8'33"99     | Maricica Puică Romania                                                      | 8'35"92     | Yvonne Murray Gran Bretagna                                                         | 8'37"15     |
| 10.000 metri | Ingrid Kristiansen Norvegia                                             | 30'23"25    | Ol'ga Bondarenko Unione Sovietica                                           | 30'57"21    | Ulrike Bruns Germania Est                                                           | 31'19"76    |
| Corse a ostacoli |                                                                         |             |                                                                             |             |                                                                                     |             |
| 100 metri ostacoli | Jordanka Donkova Bulgaria                                               | 12"38       | Cornelia Oschkenat Germania Est                                             | 12"55       | Ginka Zagorčeva Bulgaria                                                            | 12"70       |
| 400 metri ostacoli | Marina Stepanova Unione Sovietica                                       | 53"32       | Sabine Busch Germania Est                                                   | 53"60       | Cornelia Feuerbach Germania Est                                                     | 54"13       |
| Prove su strada |                                                                         |             |                                                                             |             |                                                                                     |             |
| Maratona | Rosa Mota Portogallo                                                    | 2h28'38"    | Laura Fogli Italia                                                          | 2h32'52"    | Ekaterina Chramenkova Unione Sovietica                                              | 2h34'18"    |
| 10 km marcia | María Cruz Díaz Spagna                                                  | 46'09"      | Ann Jansson Svezia                                                          | 46'14"      | Siw Ybañez Svezia                                                                   | 46'19"      |
| Salti |                                                                         |             |                                                                             |             |                                                                                     |             |
| Salto in alto | Stefka Kostadinova Bulgaria                                             | 2,00 m      | Svetlana Isaeva Bulgaria                                                    | 1,93 m      | Ol'ga Turčak Unione Sovietica                                                       | 1,93 m      |
| Salto in lungo | Heike Drechsler Germania Est                                            | 7,27 m      | Galina Čistjakova Unione Sovietica                                          | 7,09 m      | Helga Radtke Germania Est                                                           | 6,89 m      |
| Lanci |                                                                         |             |                                                                             |             |                                                                                     |             |
| Getto del peso | Heidi Krieger Germania Est                                              | 21,10 m     | Ines Müller Germania Est                                                    | 20,81 m     | Natal'ja Achrimenko Unione Sovietica                                                | 20,54 m     |
| Lancio del disco | Diana Sachse Germania Est                                               | 71,36 m     | Cvetanka Hristova Bulgaria                                                  | 69,52 m     | Martina Hellmann Germania Est                                                       | 68,26 m     |
| Lancio del giavellotto | Fatima Whitbread Gran Bretagna                                          | 76,32 m     | Petra Felke Germania Est                                                    | 72,52 m     | Beate Peters Germania Ovest                                                         | 68,04 m     |
| Prove multiple |                                                                         |             |                                                                             |             |                                                                                     |             |
| Eptathlon | Anke Behmer Germania Est                                                | 6.717 p.    | Natal'ja Šubenkova Unione Sovietica                                         | 6.645 p.    | Judy Simpson Gran Bretagna                                                          | 6.623 p.    |
| Staffette |                                                                         |             |                                                                             |             |                                                                                     |             |
| 4×100 metri | Germania Est Silke Gladisch Sabine Rieger Ingrid Auerswald Marlies Göhr | 41"84       | Bulgaria Ginka Zagorčeva Anelia Nuneva Jordanka Donkova Nadezhda Grigorieva | 42"68       | Unione Sovietica Antonija Nastuburko Natal'ja Bočina Marina Žirova Ol'ga Zolotarëva | 42"74       |
| 4×400 metri | Germania Est Kirsten Emmelmann Sabine Busch Petra Müller Marita Koch    | 3'16"87     | Germania Ovest Gisela Kinzel Ute Thimm Heidi-Elke Gaugel Gaby Bußmann       | 3'22"80     | Polonia Ewa Kasprzyk Marzena Wojdecka Elzbieta Kapusta Genovefa Blaszak             | 3'24"65     |
| record mondiale; record mondiale stagionale; record europeo; record europeo stagionale; record dei campionati; record nazionale; record personale; record personale stagionale. |                                                                         |             |                                                                             |             |                                                                                     |             |

## Medagliere
Legenda
     Paese ospitante
| Posizione | Paese            | Oro | Argento | Bronzo | Totale |
| --------- | ---------------- | --- | ------- | ------ | ------ |
| 1         | Unione Sovietica | 11  | 13      | 12     | 36     |
| 2         | Germania Est     | 11  | 10      | 8      | 29     |
| 3         | Gran Bretagna    | 8   | 2       | 5      | 15     |
| 4         | Bulgaria         | 3   | 4       | 1      | 8      |
| 5         | Italia           | 2   | 6       | 2      | 10     |
| 6         | Germania Ovest   | 2   | 4       | 5      | 11     |
| 7         | Francia          | 1   | 1       | 2      | 4      |
| 8         | Spagna           | 1   | 0       | 2      | 3      |
| 9         | Cecoslovacchia   | 1   | 0       | 0      | 1      |
| 9         | Norvegia         | 1   | 0       | 0      | 1      |
| 9         | Portogallo       | 1   | 0       | 0      | 1      |
| 9         | Svizzera         | 1   | 0       | 0      | 1      |
| 13        | Svezia           | 0   | 1       | 2      | 3      |
| 14        | Romania          | 0   | 1       | 1      | 2      |
| 15        | Finlandia        | 0   | 1       | 0      | 1      |
| 16        | Paesi Bassi      | 0   | 0       | 2      | 2      |
| 17        | Polonia          | 0   | 0       | 1      | 1      |
| Totale    | Totale           | 43  | 43      | 43     | 129    |